# Mineral County, Colorado
Mineral County är ett administrativt område i delstaten Colorado, USA, med 712 invånare. Den administrativa huvudorten (county seat) är Creede. 

## Geografi
Enligt United States Census Bureau så har countyt en total area på 2 273 km². 2 268 km² av den arean är land och 5 km² är vatten. 

### Angränsande countyn
- Saguache County, Colorado - nordöst
- Rio Grande County, Colorado - öst
- Archuleta County, Colorado - syd
- Hinsdale County, Colorado - väst